# Klasztor franciszkanów konwentualnych w Nagasaki
Klasztor franciszkanów konwentualnych (jap. コンベンツアル聖フランシスコ修道会 Konbentsuaru hijiri furanshisuko shūdō-kai) – klasztor franciszkański w Nagasaki, w Japonii, na wyspie Kiusiu. Został założony przez św. Maksymiliana Kolbe pod nazwą Mugenzai no Sono, czyli Ogród Niepokalanej.

## Historia
W 1930 Maksymilian Kolbe przybył do Nagasaki, a rok później zakupił parcelę na zboczu wzgórza Hikoyama. Klasztor franciszkanów został zbudowany w tym miejscu w ciągu 6 następnych lat. W 1934 władze wydały zgodę na budowę kościoła (obecnie: kościół Hongōchi (カトリック本河内教会), który był konsekrowany 15 sierpnia tego roku. Do 1937 wybudowano seminarium duchowne i budynek wydawnictwa, które publikowało miesięcznik Seibo no Kishi (Rycerz Niepokalanej). Brat Kornel Czupryk od grudnia 1933 do 1936 był przełożonym misji franciszkańskiej w Nagasaki. Od 1940 gwardianem klasztoru był o. Mieczysław Maria Mirochna.
Gdy 9 sierpnia 1945 załoga amerykańskiego bombowca zrzuciła na Nagasaki bombę atomową, to stok góry osłonił budynek klasztorny przed falą uderzeniową i zniszczeniem. Polscy franciszkanie w klasztorze utworzyli sierociniec dla dzieci, które utraciły rodziny w wyniku wybuchu. Brat Zenon Żebrowski, w Japonii zwany bratem Zeno, zajął się pomaganiem ofiarom wojny i bezdomnym.
W 1954 przy kościele utworzono parafię, a w 1964 wybudowano nowy, obecny budynek kościoła. Klasztor odwiedził papież Jan Paweł II w 1981, a w 1982 przybyła tu z wizytą Matka Teresa z Kalkuty.
Obecnie na terenie klasztoru znajduje się Izba Pamięci św. Maksymiliana Kolbe oraz Liceum i Przedszkole Rycerzy Niepokalanej. Na wzgórzu powyżej znajduje się grota Matki Bożej z Lourdes, do której prowadzi ścieżka ze stacjami drogi krzyżowej. Jest to miejsce pielgrzymkowe (nazywane „Japońskim Niepokalanowem”), odwiedzane przez Japończyków i cudzoziemców. Adres: 2 Chome-2-1 Hongouchi, Nagasaki, 850-0012, Japonia.